# میساء صابرین
میساء صابرین اقتصاددان و فعال سیاسی سوری است. او از ۳۰ دسامبر ۲۰۲۴ از طرف دولت انتقالی سوریه به ریاست بانک مرکزی سوریه منصوب شد. صابرین اولین زنی است که در سوریه به ریاست بانک مرکزی منصوب شده است. او دارای تحصیلات دکترای حسابداری از دانشگاه دمشق است. وی از اکتبر ۲۰۱۸ معاون اول رئیس بانک مرکزی سوریه بوده است.